# Лесото на Летњим олимпијским играма 1972.
Лесото је дебитовао на Летњим олимпијским играма на Играма 1972. у Минхену. Представљао га је један спортиста који се такмичио две атлетске дисциплине.
Заставу Лесота на  свечаној церемонији отварања Олимпијских игара 1972. носио је Motsapi Moorosi. 
После ових Игара Лесото је остао у групи екипа које нису освојиле ниједну медаљу.

## Учесници по дисциплинама
| Спорт      | Мушкарци | Жене | Укупно |
| ---------- | -------- | ---- | ------ |
| Атлетика   | 1        | 0    | 1      |
| Укупно (1) | 1        | 0    | 1      |

## Резултати

### Атлетика
Мушкарци
| Атлетичар       | Дисциплина | Лични рекорд | Квалификације | Квалификације | Четвртфинале         | Четвртфинале         | Полуфинале           | Полуфинале           | Финале               | Финале               | Детаљи               |               |  |
| Атлетичар       | Дисциплина | Лични рекорд | Резултат      | Место         | Резултат             | Место                | Резултат             | Место                | Резултат             | Место                | Детаљи               |               |  |
| --------------- | ---------- | ------------ | ------------- | ------------- | -------------------- | -------------------- | -------------------- | -------------------- | -------------------- | -------------------- | -------------------- | ------------- |  |
| Motsapi Moorosi | 100 м      | 10,02        | 10,74         | 6. у гр, 6    | Није се квалификовао | Није се квалификовао | Није се квалификовао | Није се квалификовао | Није се квалификовао | =58. / 81 (85)       |                      |               |  |
| Motsapi Moorosi | 200 м      |              | 21,15         | 4 у гр. 3 КВ  | 20,90                | 4 у гр. 4            | Није се квалификовао | Није се квалификовао | Није се квалификовао | Није се квалификовао | Није се квалификовао | 24. / 51 (66) |  |